# Prvenstvo nogometnog podsaveza Bijelo Polje 1960./61.
"Prvenstvo nogometnog podsaveza Bijelo Polje" bila je liga trećeg stupnja nogometnog prvenstva Jugoslavije u sezoni 1960./61. 
 Sudjelovalo je 5 klubova, a prvak je bio "Jedinstvo" iz Bijelog Polja, koji se potom natjecao za prvaka Crne Gore. 

## Ljestvica
| mj. | klub                   | ut. | pob. | ner. | por. | gol+ | gol- | bod |
| --- | ---------------------- | --- | ---- | ---- | ---- | ---- | ---- | --- |
| 1.  | Jedinstvo Bijelo Polje | 8   | 5    | 1    | 2    | 29   | 10   | 11  |
| 2.  | Gorštak Kolašin        | 8   | 5    | 1    | 2    | 21   | 14   | 11  |
| 3.  | Rudar Pljevlja         | 8   | 4    | 1    | 3    | 13   | 11   | 9   |
| 4.  | Brskovo Mojkovac       | 8   | 2    | 2    | 4    | 13   | 22   | 6   |
| 5.  | Ibar Rožaje            | 8   | 1    | 1    | 6    | 12   | 31   | 3   |

## Rezultatska križaljka
| kratica | klub                   | BRS | GOR | IBAR | JED | RUD |
| --- | ---------------------- | --- | --- | ---- | --- | --- |
| BRS | Brskovo Mojkovac       |     |     |      |     |     |
| GOR | Gorštak Kolašin        |     |     |      |     |     |
| IBAR | Ibar Rožaje            |     |     |      |     |     |
| JED | Jedinstvo Bijelo Polje |     |     |      |     |     |
| RUD | Rudar Pljevlja         |     |     |      |     |     |
| |                        |     |     |      |     |     |
| podebljan rezultat - utakmice od 1. do 5. kola (1. utakmica između klubova) rezultat normalne debljine - utakmice od 6. do 10. kola (2. utakmica između klubova) rezultat nakošen - nije vidljiv redoslijed odigravanja međusobnih utakmica iz dostupnih izvora rezultat nakošen i smanjen * - iz dostupnih izvora nije uočljiv domaćin susreta prekrižen rezultat - poništena ili brisana utakmica p - utakmica prekinuta 3:0 p.f. / 0:3 p.f. - rezultat 3:0 bez borbe n.i. - nije igrano |                        |     |     |      |     |     |

 Izvori: 

## Unutrašnje poveznice
- Crnogorska republička nogometna liga 1960./61.
- Prvenstvo nogometnog podsaveza Titograd 1960./61.
- Prvenstvo nogometnog podsaveza Kotor 1960./61.